# Корнелюк, Игорь Владимирович

Игорь Корнелюк во время командировки на востоке Украины

И́горь Влади́мирович Корнелю́к (9 мая 1977, Запорожье — 17 июня 2014, Луганск) — российский журналист, специальный корреспондент ВГТРК, репортёр программы «Вести».

## Биография
Родился 9 мая 1977 года в городе Запорожье. Отец — Владимир Павлович Корнелюк, мать — Надежда Ивановна Корнелюк. Учился в средней школе № 1 городе Муравленко Ямало-Ненецкого автономного округа. В возрасте 18 лет в 1995 году начал свою профессиональную деятельность на телевидении в городе Муравленко, в должности техника-специалиста по выпуску программ в эфир информационного телевизионного агентства «Аспект». Затем стал режиссёром. Увлекался фотографией.
С апреля 1997 года работал корреспондентом.
С 1998 года работал в ОГТРК «Ямал-Регион» (г. Салехард), затем в филиале ГТРК «Ямал», где прошел путь от специального корреспондента до заместителя начальника службы информационных программ.
В октябре 2013 года возглавил корпункт ВГТРК в Мурманске.
Временный исполняющий обязанности губернатора Мурманской области Марина Ковтун отметила:

Около года Игорь работал в должности заведующего корпунктом телеканала «Россия» в Мурманске. За это недолгое время он успел зарекомендовать себя как честный и высокопрофессиональный журналист, тактичный, открытый и исключительно порядочный человек.
— Мурманский вестник
1 июня 2014 года был направлен в командировку на территорию, не контролируемую правительством Украины. Нелегально прибыл в страну через аэропорт родного Запорожья.
Умер от ранений в Луганской областной больнице при проведении реанимационных мероприятий 17 июня 2014 года на 38-м году жизни, через 35 минут после того, как его привезли в стационар после миномётного обстрела и артиллерийского обстрела батареи из трёх гаубиц Д-30 с Весёлой горы под посёлком Металлист в Луганске во время съёмок вооружённого конфликта на востоке Украины.
За день до гибели, 16 июня 2014 года, ВГТРК показала репортаж Игоря Корнелюка под названием «Украина: в посёлке Счастье каратели вырезали почти все местное население». Подтверждений или авторитетных опровержений этих утверждений впоследствии не появилось.

### Семья

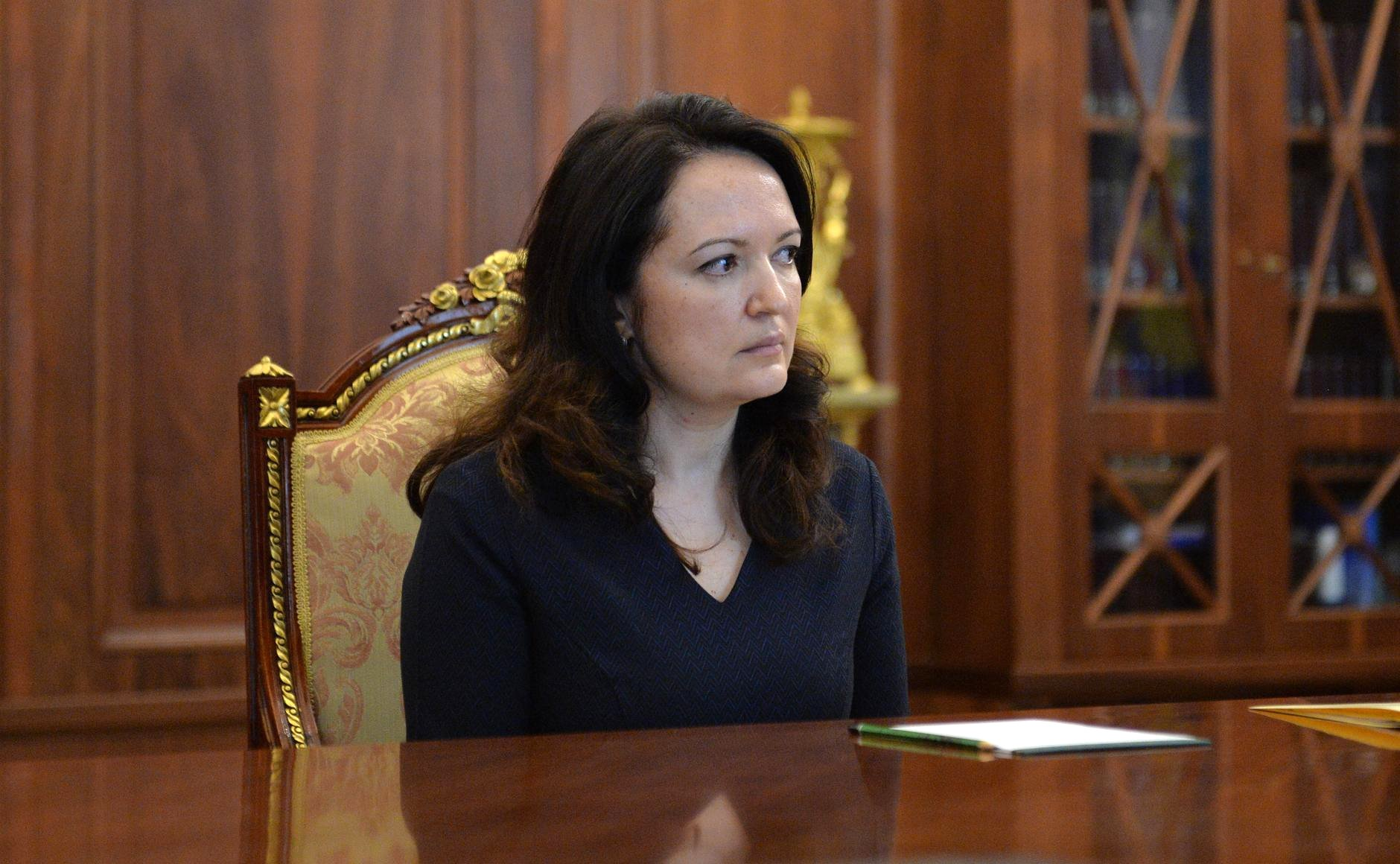
Вдова Игоря Корнелюка Екатерина во время встречи с Владимиром Путиным.
25 мая 2016 года

- Супруга — Екатерина Сергеевна Корнелюк (род. 22 июля 1977; Сухой Лог)[12] окончила Уральскую государственную юридическую академию по специальности «юриспруденция», затем работала помощником судьи в Арбитражном суде ЯНАО. В 2010 году стала судьёй арбитражного суда ЯНАО, вошла в состав квалификационной коллегии судей округа, имела третий квалификационный статус[13]. С 29 июня 2016 года стала одним из 170 судей Верховного Суда Российской Федерации[14],
- Дочь — Дарья Игоревна Корнелюк[15].

Родители и старший брат Олег со своей семьёй переехали из Запорожья в Белгород в 2014 году, опасаясь травли со стороны украинцев, для родителей и семьи брата ВГТРК приобрёл двух- и трёхкомнатную квартиры.

## Гибель
17 июня 2014 года в 11:10 съёмочная группа ВГТРК, снимавшая репортаж о беженцах вооружённого конфликта на востоке Украины, попала под миномётный обстрел вблизи посёлка Металлист под Луганском. Звукорежиссёр Антон Волошин погиб на месте (по сообщениям он сначала считался пропавшим без вести), а корреспондент Игорь Корнелюк получил тяжёлое ранение в область грудной клетки и позже скончался в больнице через 35 минут, в 11:45 после того, как его перевели из операционной в стационар. По словам очевидца, при обстреле под Луганском мина разорвалась рядом с группой журналистов, один из которых держал микрофон с логотипом телеканала «Россия». Журналисту успели сделать операцию, но через полчаса он скончался в реанимации.

## Реакция
Глава отдела Восточной Европы и Средней Азии организации «Репортёры без границ» Йоханн Бир отметил: «Мы шокированы известием о гибели Игоря Корнелюка, подтверждение которой мы уже получили». Йоханн Бир отметил, что аресты и похищения журналистов становятся всё более распространенным явлением на Украине: «Уровень насилия в отношении журналистов в этой стране уже достиг беспрецедентных масштабов. Общее число нападений и случаев проявления агрессии в адрес журналистов уже перевалило за две сотни».
18 июня Президент Украины Пётр Порошенко по просьбе ОБСЕ поручил провести расследование по факту гибели людей и выразил соболезнования по поводу произошедшего. 
9 июля 2014 года представитель Следственного комитета РФ Владимир Маркин сообщил, что Управление по расследованию преступлений, связанных с применением запрещенных средств и методов ведения войны СК РФ предъявило Надежде Савченко обвинение в пособничестве в убийстве журналистов Всероссийской гостелерадиокомпании Игоря Корнелюка и Антона Волошина. По версии следствия, участвуя в боевых действиях на востоке Украины в составе батальона «Айдар», она определила координаты группы журналистов и передала их украинским силовикам. По озвученной следствием версии, именно с использованием этих координат был произведён миномётный обстрел, вследствие которого погибли журналисты.
25 мая 2016 года Президент РФ Владимир Путин подписал указ о помиловании Надежды Савченко, о чём, по его словам, к нему обратились семьи погибших. Гражданка Украины была обменена на осуждённых на Украине граждан РФ Александра Александрова и Евгения Ерофеева. По словам отца Корнелюка, члены семьи посоветовались и решили, что нужно поддержать руководство страны, и решили, что даём добро на это дело.

## Память
- 20 июня 2014 года Владимир Путин подписал указ о награждении Игоря Корнелюка и Антона Волошина орденом Мужества (посмертно)[26].
- Похоронен 20 июня 2014 года с воинскими почестями на Троекуровском кладбище Москвы[27].
- 17 июня 2015 года на здании ВГТРК в Москве (5-я улица Ямского Поля, дом 19/21) торжественно открыта мемориальная доска памяти Игоря Корнелюка и Антона Волошина[28]. В этот же день на месте гибели возле посёлка Металлист установлен поминальный крест.
- 1 октября 2015 года в Салехарде состоялось открытие заложенного 17 июня 2015 года памятного знака «Исполнившему журналистский долг», который посвящён памяти Игоря Корнелюка[29][30].
- 15 декабря 2015 года общеобразовательной школе посёлка Металлист присвоено имя Игоря Корнелюка и Антона Волошина[31].
- 18 июня 2019 года памятник погибшим журналистам Волошину и Корнелюку был открыт в Луганске[32].

## В искусстве
- Игорю Корнелюку и Антону Волошину посвящено стихотворение Натальи Цебренко «А мир играл неистово в футбол…» (19 июня 2014 года).